# Senato del Kentucky
Il Senato del Kentucky è, insieme al Camera dei Rappresentanti, una delle due camere dell’Assemblea generale del Kentucky. Essa si riunisce nel Campidoglio dello Stato del Kentucky.
Composta da 38 membri, la Camera viene eletta per metà ogni due anni.